# Blis-et-Born
Blis-et-Born (en occitano Blis e Bòrn) era una comuna francesa situada en el departamento de Dordoña, de la región de Nueva Aquitania, que el uno de enero de 2017 pasó a ser una comuna delegada de la comuna nueva de Bassillac-et-Auberoche al fusionarse con las comunas de Bassillac, Eyliac, Le Change, Milhac-d'Auberoche y Saint-Antoine-d'Auberoche.

## Demografía
| Gráfica de evolución demográfica de Blis-et-Born entre 1800 y 2014 |
|                                                                    |

Los datos demográficos contemplados en este gráfico de la comuna de Blis-et-Born se han cogido de 1800 a 1999 de la página francesa EHESS/Cassini, y los demás datos de la página del INSEE.